# Флиндерсия
Флинде́рсия (лат. Flindersia) — род цветковых растений в составе семейства Рутовые (Rutaceae). Единственный род подсемейства Flindersioideae.

## Название
Род назван шотландским ботаником Робертом Броуном в 1814 году в честь Мэтью Флиндерса, исследователя Австралии, в книге которого опубликовано его первое описание.

## Ботаническое описание
Представители рода — деревья различных размеров, голые или покрытые железистым опушением. Листья расположенные очерёдно или супротивно, цельные, трёхдольчатые, непарноперистые или парноперистые, если перистые, то из цельных супротивных листочков.
Цветки обоеполые и тычиночные, в конечных и пазушных густых метёльчатых соцветиях. Чашечка состоит из 5 чашелистиков. Венчик из 5 лепестков, обе поверхности которых могут быть голыми или железистыми. Тычинки в количестве 5, супротивные по отношению к чашелистикам, с сердцевидными пыльниками. Также имеются 5 рудиментарных тычинок без пыльников. Завязь обычно опушённая, пятигнёздная, шаровидная. Рыльце пестика головчатое, чаще всего пятираздельное или пятиугольное.
Плод — пятигнёздная пятидольчатая деревянистая коробочка. Семена по 2—6 в каждом гнезде, уплощённые, продолговато-эллиптические, коричневого цвета.

## Ареал
Флиндерсии известны на островах Юго-Восточной Азии (Новой Гвинее, Новой Каледонии, Сераме и островах Танимбар), а также на востоке Австралии.

## Классификация
|  |                                      |  |                                                               |                                                               |                   |  | ещё 8 семейств (согласно Системе APG III) |                    |                              |  |  |                |             |
|  |                                      |  |                                                               |                                                               |                   |  |                                           |                    |                              |  |  |                | от 14 видов |
|  |                                      |  |                                                               | порядок Сапиндоцветные                                        |                   |  |                                           |                    | подсемейство Flindersioideae |  |  | род Флиндерсия |             |
|  |                                      |  |                                                               | порядок Сапиндоцветные                                        |                   |  |                                           |                    | подсемейство Flindersioideae |  |  | род Флиндерсия |             |
|  | отдел Цветковые, или Покрытосеменные |  |                                                               |                                                               | семейство Рутовые |  |                                           |                    |                              |  |  |                |             |
|  | отдел Цветковые, или Покрытосеменные |  |                                                               |                                                               |                   |  |                                           |                    |                              |  |  |                |             |
|  |                                      |  | ещё 58 порядков цветковых растений (согласно Системе APG III) | ещё 58 порядков цветковых растений (согласно Системе APG III) |                   |  |                                           | ещё 4 подсемейства | ещё 4 подсемейства           |  |  |                |             |
|  |                                      |  |                                                               | ещё 58 порядков цветковых растений (согласно Системе APG III) |                   |  |                                           |                    | ещё 4 подсемейства           |  |  |                |             |

### Синонимы
- Oxleya Hook., 1830
- Strzeleckya F.Muell., 1857

### Виды
- Flindersia acuminata C.T.White, 1919
- Flindersia amboinensis Poir., 1816
- Flindersia australis R.Br., 1814 — Флиндерсия австралийская
- Flindersia bennettiana F.Muell. ex Benth., 1863
- Flindersia bourjotiana F.Muell., 1875
- Flindersia brassii T.G.Hartley & B.Hyland, 1975
- Flindersia brayleyana F.Muell., 1866 — Флиндерсия Брейли
- Flindersia collina (F.M.Bailey) F.M.Bailey, 1898
- Flindersia dissosperma (F.Muell.) Domin, 1927
- Flindersia fournieri Pancher & Sebert, 1873
- Flindersia ifflaiana F.Muell., 1877
- Flindersia laevicarpa C.T.White, 1920
- Flindersia maculosa (Lindl.) Benth., 1863
- Flindersia pimenteliana F.Muell., 1875
- Flindersia schottiana F.Muell., 1862
- Flindersia unifoliolata T.G.Hartley, 1969
- Flindersia xanthoxyla (A.Cunn. ex Hook.) Domin, 1927